# مهند العاقوص
مهند ثابت العاقوص هو كاتب وشاعر سوري من مواليد 1983. له عدة إصدارات في أدب الطفل والناشئة منها كتابه «هل أنت زير؟». وحاصل على جوائز عديدة منها جائزة أفضل قصة قصيرة للأطفال عن قصته «أنت صرصار أيضا» في عام 2010.

## السيرة الذاتية
مهند العاقوص، ولد في مدينة دمشق في سوريا عام 1983. ويقيم حالياً في سلطنة عمان. كان متميزاً في دراسته الإعدادية والثانوية خصوصاً في مادة اللغة العربية وبدأ بكتابة الشعر منذ أن كان في المرحلة الإعدادية. تخرج من جامعة دمشق ونال على إجازة في إعداد مدرّسي لغة إنجليزية. وفي عام 2004 وحتى 2009، عمل العاقوص مدرساً في مدارس حكومية قبل أن يعمل كمدرس في معهد التربية الخاصة لتأهيل المكفوفين في دمشق. وبعدها شغل منصب أمين تحرير مجلة أسامة للأطفال في عام 2014 ، ثم منصب مدير مجلة «حكايات» ومجلة «أيوب» التي تصدر من سلطة عمان. كما عمل كمدير تحرير في مجلة «بيئتي» الصادرة عن دولة الكويت ومجلة «سعيد» الصادرة عن سلطنة عمان. بالإضافة إلى هذا، فقد كان مديراً للسلسلة القصصية التابعة لوزارة التربية في سلطنة عمان وهو أيضاً عضو في اللجنة الاستشارية لمجلة «مرشد».
بدأ العاقوص مسيرته في أدب الطفل في عام 2011 حيث نشر أول مجموعة قصصية له في مجلة "العربي الصغير" وبعدها كتب قصة «هل أنت زيز؟» التي نالت على جائزة كتابي التابعة مؤسسة الفكر العربي في عام 2015. ولمهند العاقوص إصدارات عديد في القصص القصيرة لليافعين والشعر وروايات ومسرحيات منها رواية «عندما يضحك الأسود» التي ألفها استناداً لتجربته في التدريس بمعهد المكفوفين بدمشق، ومسرحية «يتيم الغاب» التي حصلت على الجائزة الأولى في مسابقة الهيئة العربية للمسرح.

## المؤلفات
ألف العاقوص العديد من المؤلفات، منها الآتي:
- هل أنت زيز، دار البراق لثقافة الأطفال، 2013
- ياسمين وزهرة دوار الشمس، دار البراق لثقافة الأطفال، 2014
- بائع الأحلام، مجموعة كلمات للنشر، 2015
- رغيف الخبز، دار البنان، 2016
- كم نجمة في السماء، مجموعة كلمات للنشر، 2017
- دراجة سمير: الكذب، دار ربيع للنشر والتوزيع، 2017
- جدائل خضراء، مجموعة كلمات للنشر، 2017
- قلوب ملونة، مجموعة كلمات للنشر، 2017
- بطيخ في المريخ، دار أروى العربية للنشر، 2017
- الحمامة الكريمة، كادي ورمادي، 2018
- اسمي هو، دار نور المعارف للنشر والتوزيع، 2018
- حكايات الطيور، نور المعارف للنشر والتوزيع، 2018[5]
- سعيد مع أسرتي، دار ربيع للنشر والتوزيع، 2018
- سعيد في وطني، دار ربيع للنشر والتوزيع، 2018
- رسائل يقرؤها المطر، دار كنزو المعرفة (مجموعة قصصية)، 2018
- قال الراوي، نور المعارف للنشر والتوزيع، 2019
- فنجان صغير، مجموعة كلمات للنشر، 2019

## الجوائز
حاز مهند العاقوص على جوائز وتكريمات عديدة مثل:
- جائزة أفضل قصة قصيرة للكبار عن نص «أنت صرصار أيضا»، 2010
- جائزة كتابي التابعة لمؤسسة الفكر العربي عن قصة «هل أنت زير»، 2015.
- جائزة الملتقى العربي لنشاري كتب الأطفال عن كتاب «ياسمين وزهرة دوار الشمس»، 2015.
- جائزة المركز الأول في مسابقة الهيئة العربية للمسرح، 2015.
- جائزة المركز الأول في مسابقة الهيئة العامو للكتاب، 2016
- تم تكريمه في مؤتمر الطفولة الأول في كربلاء، العراق، 2017
- تم تكريمه في حفل افتتاح مكتبة الطفل العامة في مسقط، 2017.
- تم تكريمه في مؤسسة الزبير الثقافية، 2017.
- جائزة اتصالات لكتاب الطفل عن فئة كتاب الشعر: كتاب (غناء الماء)2023[6]